# Jintasaurus
Jintasaurus là một chi khủng long, được You & Li D. Q. mô tả khoa học năm 2009.